# 引力時間膨脹
引力時間膨脹（英語：Gravitational time dilation）是指在宇宙有不同勢能的區域會導致時間以不同的速率度過的現象，引力導致的時空扭曲率越大，時間就過得越慢。愛因斯坦最初在自己的相對論中預測出這種現象，並其後由各種廣義相對論實驗中被證實
其中一種證實方法就是把兩個原子鐘放在不同的高度（因此來自地球的引力效應會有差別），它們在一段時間後所測到的時間會有些許差別。其差別極小，甚至要用到納秒來作單位。
引力時間膨脹首次由愛因斯坦於1907年提出，並是狹義相對論中參照對象的加速前進所導致的結果。在廣義相對論中，它被視爲是時空度規張量描述的在不同地點的原時的差。龐德-雷布卡實驗首次直接證實了這種現象的存在。

## 意思
引力時間膨脹會從大型天體引力場中加速的參考坐標或等效原理裏明確地表現出來。更簡單的來説，遠離大型天體（就是儲有更高勢能）的鐘錶會走得更快，而接近大型天體的（儲有較低勢能）的便會走得更慢。
所有加速參考坐標都會表現出這種反应，如高速賽車或太空穿梭機。旋轉的物體如旋轉木馬和摩天輪等的引力時間膨脹，則是自旋產生的。
根據套用了等效原理的廣義相對論表明，所有加速的參考坐標都會產生一個引力場。根據廣義相對論，慣性質量和引力質量都是同等的。並非所有引力場都是“彎形的”或是“圓形的”，其實例如賽車或太空穿梭機情況中，引力場是“平坦的”。所有重力加速度都會形成引力時間膨脹。
- 對於一個主觀基準觀測者來看，一個加速中的盒子的公式是{\displaystyle T_{d}=1+gh/c^{2}}，而其中的
  - {\displaystyle T_{d}}是在遠處的總共時間膨脹，
  - {\displaystyle g}是基準觀測者量出的盒子加速度，
  - {\displaystyle h}是觀測者們之間的“垂直”距離。
- 在一個旋轉中的圓盤上，基準觀測者位于圓心並于盤子同速自轉時（就是説這時的時空觀不是慣性的），其公式是{\displaystyle T_{d}={\sqrt {1-r^{2}\omega ^{2}/c^{2}}}}，其中的
  - {\displaystyle r}是離圓心的距離（基準觀測者的位置），
  - {\displaystyle \omega }是盤子的轉速。

因此在慣性參考坐標中速度時間膨脹的公式就是大家熟悉的算法。

## 在不旋轉的球體外
有一條出自史瓦西度規的公式被用在計算于一個非旋轉大型球對稱天體附近時空的引力時間膨脹：
{\displaystyle t_{0}=t_{f}{\sqrt {1-{\frac {2GM}{rc^{2}}}}}=t_{f}{\sqrt {1-{\frac {r_{0}}{r}}}}}，其中
- {\displaystyle t_{0}}是相對于位于這個引力場内觀測者原時（他的時間走得較慢）的A和B事件之間的時差，
- {\displaystyle t_{f}}是相對于位于這個引力場外觀測者原時（他的時間走得較快）的A和B事件之間的時差，
- {\displaystyle G}是引力常數，
- {\displaystyle M}是產生引力天體的質量，
- {\displaystyle r}是觀測者的徑向坐標（相似于從天體中心的距離，但實際上是史瓦西坐標），
- {\displaystyle c}是光速，
- {\displaystyle r_{0}=2GM/c^{2}}是M的史瓦西半徑。如果一個大型天體坍塌後，其表面位于這個徑向坐標上（換句話說就是它的半徑等於{\displaystyle r_{0}=2GM/c^{2}}），那麽這個坍塌後的天體就是一個黑洞。

## 在不旋轉的球體内
以上公式只能應用于非旋轉球對稱大型天體之外，用於天體之内的公式為：
{\displaystyle t_{0}=t_{f}{\sqrt {1-{\frac {2G({\frac {r_{i}}{R}})^{3}M}{r_{i}c^{2}}}}}=t_{f}{\sqrt {1-r_{i}^{2}{\frac {r_{0}}{R^{3}}}}}}其中
- {\displaystyle r_{i}}是天體内其中一點至球體中心的距離，
- {\displaystyle R}是球體的半徑，
- {\displaystyle M}是半徑為{\displaystyle R}的同一個球體的質量。

要是有觀測者在球體以内，這個球體就可以被分成兩部分：一個在表面的中空球體，另一個在裏面的實心球體。這觀測者在中空球體以内，假設並無質量。但考慮到他的引力勢能，也就當作中空球體不存在。剩下的就只有裏面的實心球體，而其質量為：
{\displaystyle M_{i}=V_{i}\rho ={\frac {4}{3}}\pi r_{i}^{3}\rho ={\frac {4}{3}}\pi r_{i}^{3}{\frac {M}{V}}={\frac {4}{3}}\pi r_{i}^{3}{\frac {M}{{\frac {4}{3}}\pi R^{3}}}={\frac {r_{i}^{3}}{R^{3}}}M}，其中
- {\displaystyle r_{i}}、{\displaystyle R}和{\displaystyle M}同上，
- {\displaystyle V}是這個半徑為{\displaystyle R}的球體的體積，
- {\displaystyle M_{i}}是半徑為{\displaystyle r_{i}}的球體的質量，
- {\displaystyle V_{i}}是半徑為{\displaystyle r_{i}}的球體的體積，
- {\displaystyle \rho }是球體的密度（每個區域的密度相同）。

意思就是引力時間膨脹在非旋轉大型球對稱天體的表面達到最強，而在其中心達到最小。

## 圓形軌道
在史瓦西度規裏，如果一個自由落體的軌道半徑大於{\displaystyle {\frac {3}{2}}\cdot r_{0}}，其軌道能呈圓形。靜止的鐘的公式一列于上方，而對於一個在圓形軌道上的鐘，公式就是{\displaystyle t_{0}=t_{f}{\sqrt {1-{\frac {3}{2}}\cdot {\frac {r_{0}}{r}}}}}。

## 值得強調的事
- 根據廣義相對論，只要有加速參考坐標，引力時間膨脹就會出現。
- 根據一個觀測者，光速永遠等於c。從靜止觀測者的角度看到的時空要對應于他身處地的原時。每一塊極小的空間都可能會有其自己對應于當地引力時間膨脹的原時，而電磁波和物質可能會被同等地受影響，由於它們都有著相同的本質（在許多牽涉到著名公式{\displaystyle E=mc^{2}}的實驗中顯示出）。不論這些空間有沒有被一個觀測者所佔據，它們仍然有著意義。引力時間延遲效應經由在太陽引力場附近彎曲，在金星處反彈到地球的信號測量出來。此時光速不變定理沒有被違反，只要這觀測者只觀測受同等引力時間膨脹影響的光子，而非那些經過更多或甚至更少引力時間膨脹的光子。

如一個觀測者在一個遙遠的地方觀測到來的光線，又能觀測到一個引力時間膨脹更強的觀測者，他會見到光和第二個觀測者的原時都較慢，相比于其他光線。

## 試驗證實
引力時間膨脹已經以飛機上的原子鐘實驗測量出。對於在地上的鐘來説，飛機上的稍微快一點。這個效應的有效程度是，連全球定位系統也要為人造衛星上的鐘調准時間，這樣進一步地證實了這種效應。
龐德-雷布卡實驗、白矮星天狼星B光譜的觀測以及地球和火星登陸船維京1號之間的信號傳遞實驗都能證明這種效應的存在。